# Lawrence Block
Lawrence Block (Búfalo, Estado de Nueva York; 24 de junio de 1938) es un reconocido escritor de novela negra internacionalmente conocido por sus dos sagas de ficción cuya acción se desarrolla en las calles de Nueva York: la del investigador privado y exalcohólico Matthew Scudder  y la del ladrón de refinados modales Bernie Rhodenbarr. También es creador de los personajes Evan Tanner (espía de la Guerra Fría), Keller (asesino a sueldo)  y Chip Harrison (adolescente siempre en busca de sexo).
Block fue nombrado Gran Maestro por la Asociación de Escritores de Misterio estadounidense en 1994.

## Biografía
Nacido en Buffalo (Nueva York), Block acudió al Antioch College en Yellow Springs, OH, pero abandono sus estudios antes de graduarse. Sus primeros trabajos, publicados bajo pseudónimo en la década de los 50 fueron principalmente para revistas pornográficas. Su primer trabajo firmado con su nombre real fue la historia: You can´t lose (cuya traducción al español sería No puedes perder) publicada en 1957.
Desde entonces ha tenido una prolífica carrera y ha publicado más de 50 novelas y más de 100 relatos, así como series de libros de ayuda para escritores.
Block ha residido en la ciudad de Nueva York durante décadas y la mayoría de sus obras de ficción tienen como escenario dicha ciudad, por lo que siempre se le ha asociado con la misma.
Casado con Lynne Block es padre de tres hijas (fruto todas ellas de un anterior matrimonio) y una de sus mayores aficiones es viajar por todo el mundo, como lo prueba el hecho de que ha visitado más de 100 países, aunque sigue considerando Nueva York como su verdadero hogar.

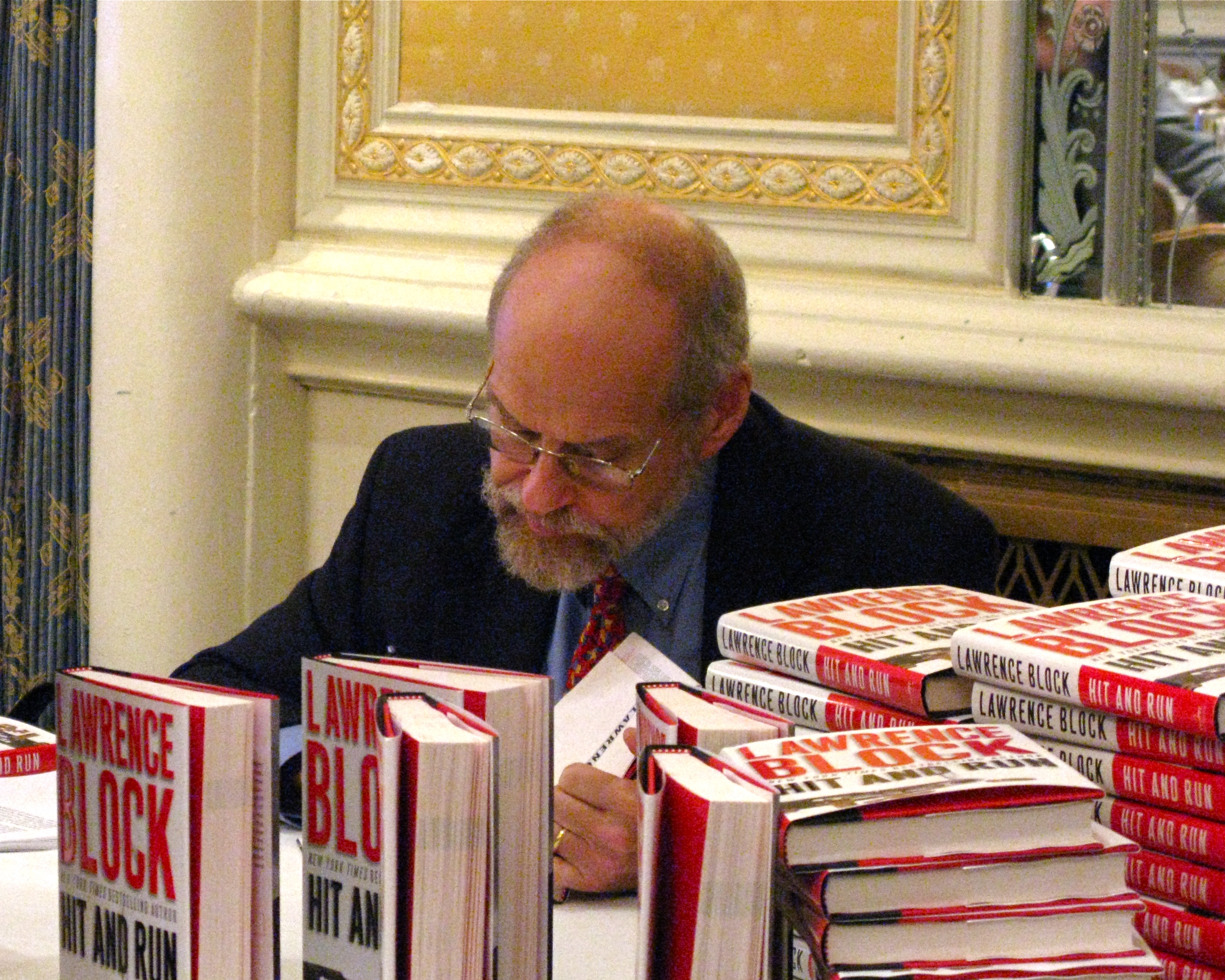
El autor en una firma de libros en 2008.